# Laura Buruiană
Laura Buruiană (n. 1980, București) este un muzician, specializată în violoncel.
După câștigarea premiului I la concursul internațional Young Concert Artists din New York în anul 2003, cariera violoncelistei Laura Buruiană se bucură de o recunoaștere pe plan mondial, muziciana fiind caracterizată drept o „veritabilă virtuoză, ale cărei sunete izvorâte din instrumentul său sunt pline de culori, de dramă” (New York Times). Artista „ar putea la fel de bine să fie și o soprană. Ea îmbrățișează violoncelul ca pe o extensie a propriului corp, personificând lirismul potrivit unui instrument ce este atât de apropiat vocii umane” (Washington Post). În același an, câștigă și premiul I la concursul internațional  Arturo Bonucci de la Roma, fiind definită ca „o artistă cu o intuiție muzicală excepțională, dotată cu o tehnică desăvârșită...” (La Gazzetta del Mezzogiorno)
S-a născut la București în anul 1980. A început studiul violoncelului la vârsta de 10 ani pregătindu-se la liceul de muzică „George Enescu” din București cu profesorii Constantin Gheorghiu și Dan Totan, iar între anii 1999 și 2004 studiază la Universitatea de Muzică București cu profesorii Marin Cazacu și Vasile Țugui. Între anii 2004 și 2007 este masterandă la Hochschule fur Musik Köln, clasa Prof. Frans Helmerson. De-a lungul anilor, a luat parte la mai multe cursuri de măiestrie din Germania, Spania, Franța, Olanda și România.
Ca solistă, Laura a debutat pe scena faimoasei Filarmonici de la Berlin în anul 2006 interpretând primul concert pentru violoncel și orchestră de Dmitri Șostakovici împreună cu Orchestra Simfonică din Berlin, avându-l la pupitrul dirijoral pe James Gaffigan. „Laura Buruiană a redat primul concert de violoncel concentrată pe dezvoltarea propriei voci și in același timp cu mare diversitate timbrală și de articulație. În mișcarea lentă, în această parte s-a evidențiat cel mai mult, artista a reușit intr-un mod stringent să dezvolte dansul popular ce deseori apare quasi instantaneu, din evenimentele petrecute anterior”(Berliner Zeitung). A fost solistă a mai multor orchestre importante precum: Orchestra Simfonică din Bari (concertele de Șostakovici și Dvorak), Orchestra de Cameră din Berlin la festivalul de la Rheingau (concertul de Ph. E. Bach), Filarmonica „George Enescu” din București (concertele de Șostakovici, Vieru și Dvorak), Orchestrele Societății Radio România (concertele de Haydn, Bentoiu, Crețu și variațiunile Rococo de Ceaikovski), Filarmonica din Shanghai (concertul de Dvorak), Orchestra din Santander (concertul de Dvorak), Orchestra Simfonică din Ohio (Concertul de Saint-Saens), Orchestra Simfonică din Carolina de Nord (Variațiunile Rococo de Ceaikovski). A colaborat cu diferiti dirijori, printre care: Oliver von Dohnányi, Gerhard Zimmermann, Lorenzo Muti, Chen Xiaochen, Song Kyu Ryu, Remus Georgescu, Dorel Pașcu. A fost invitată la mai multe festivaluri internaționale importante cum ar fi: Festivalul „George Enescu (România, 2005 și 2007), Festivalul Due Mondi (Italia, 2002, 2003, 2005), Festivalul de la Rheingau (Germania, 2006), Festivalul Mostly Ceaikovski de la Pella (USA, 2004), Festivalul de la Usedom (Germania, 2002 și 2003), Festivalul Young Euro Classic Berlin (Germania, 2004).
Ca urmare a marelui său succes la concursul Young Concert Artists, violoncelista româncă a fost invitată să concerteze la Kennedy Center Washington, Kaufmann Hall New York, Gardner Museum Boston, Ohio, Pittsburgh, Connecticut. 
În Europa a fost invitată să concerteze în săli importante precum Concertgebouw Amsterdam, Diligentia Theatre Haga, Konzert Haus Berlin, Glyptotek Copenhaga, Castelul Fontainbleau, Sala Flagey Bruxelles, Expo 2000 Hanovra. În anul 2004 a realizat integrala Sonatelor și Variațiunilor pentru pian și violoncel de L.v. Beethoven. 
Laura Buruiană a înregistrat pentru Naxos (Sonatele pentru pian și violoncel de Enescu) și pentru Toccata Classics (portete de compozitori: Enescu și Vieru).
În acest moment, Laura este doctorandă la Universitatea Națională de Muzică București avându-l ca îndrumător pe Prof. Univ. Dr. Șerban-Dimitrie Soreanu. A fost inițiatoarea proiectului cultural „Remember Anatol Vieru”, proiect sprijinit prin finanțări de către Ministerul Culturii și Cultelor. De asemenea, este câștigătoare bursei „George Enescu” acordată de către Institutul Cultural Român în anul 2008 si organizatoare împreună cu pianiștii Andrei Și Lena Vieru a proiectului „Remember Anatol Vieru”